# Westpaket

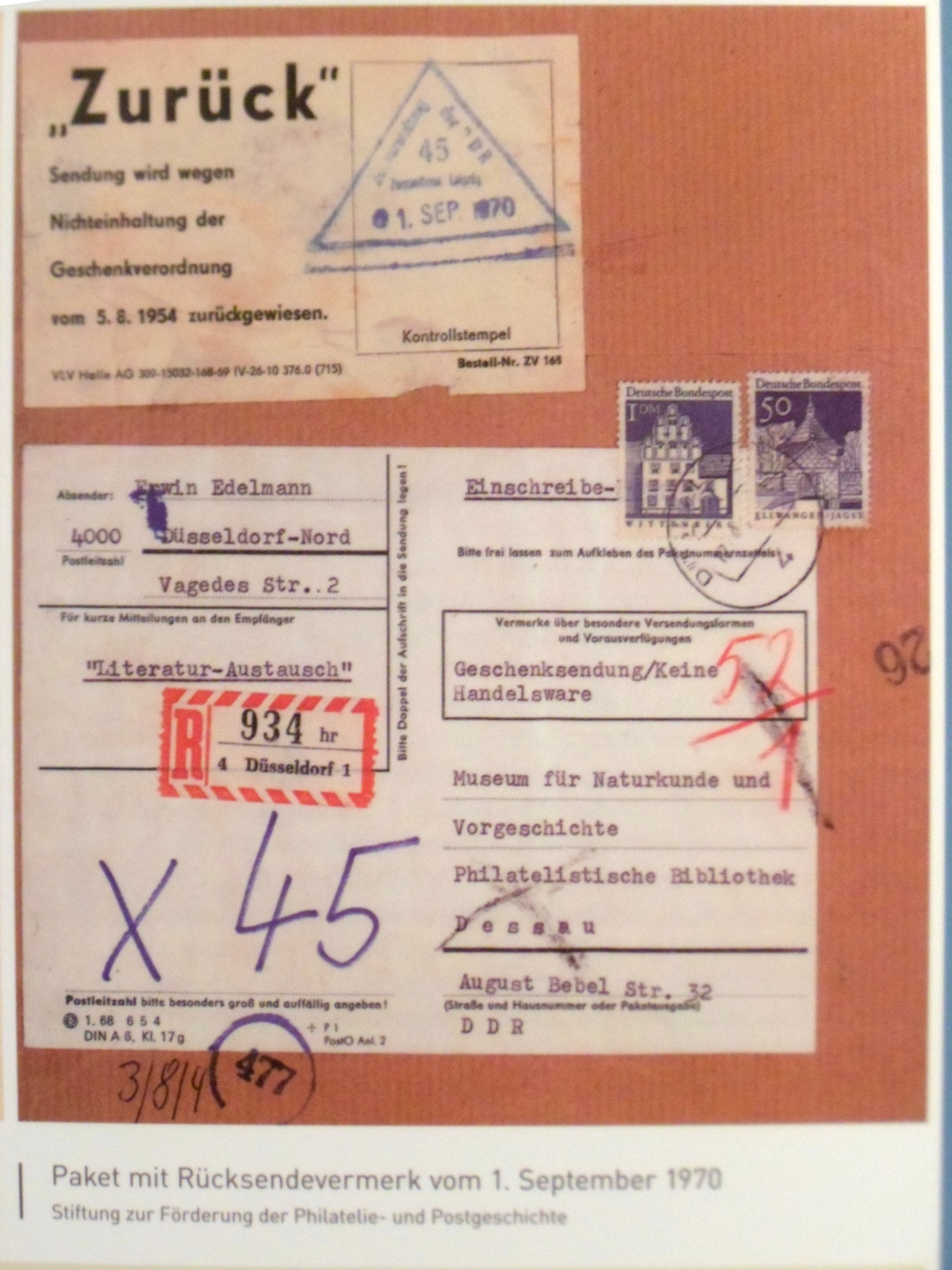
Un Westpaket rifiutato dalla Deutsche Post della RDT. I francobolli occidentali da 1 DM rappresentano la Melanchthonhaus di Wittenberg, situata nelle Germania Est.

Westpaket (in italiano: "pacco occidentale", plurale: Westpakete) è il termine comunemente utilizzato per i pacchi inviati dai tedeschi occidentali ai loro amici e familiari nella Repubblica Democratica Tedesca, durante la divisione della Germania dal 1961 al 1989.

## Storia
Dopo la costruzione del muro di Berlino nel 1961, i tedeschi dell'est non potevano visitare gli amici e i familiari della Germania Ovest. Con lo stimolo dato dall'Ufficio per l'aiuto pangermanico (Büro für gesamtdeutsche Hilfe), molti tedeschi occidentali spedivano regolarmente dei pacchi ai parenti orientali, come ad esempio in occasione di compleanni o del Natale. Come risposta, molti tedeschi orientali inviavano degli Ostpaket, spesso contenenti cibo, liquori o dolci come lo Stollen natalizio. A causa delle limitate opportunità di effettuare chiamate telefoniche, le lettere e i Westpakete rappresentavano spesso l'unico mezzo di contatto tra le famiglie e miglioravano la qualità della vita. Dagli anni sessanta, la RDT fu in grado di fornire i prodotti basilari, ma i beni esotici e di lusso continuarono ad essere scarsi.
Il contenuto di un Westpaket doveva essere etichettato come "Spedizione regalo, non per la vendita" assieme ad una lista di contenuti. I beni più comuni erano vestiti, lenzuola, confetture, dolci, caffè e ingredienti per prodotti da forno. Le spedizioni non dovevano contenere denaro, come i marchi tedeschi occidentali; occasionalmente, la valuta veniva nascosta all'interno del pacco. Erano proibiti anche quei media che non potevano essere visivamente ispezionati, come le musicassette, e che quindi venivano confiscati.
I pacchi venivano spesso preparati con materiali di alta qualità, come la carta da regalo, che erano frequentemente non disponibili a est, e i destinatari spesso li conservavano e riciclavano.
Per incoraggiare le famiglie a mantenere i legami, i costi dei pacchi erano detraibili dalle tasse. Ogni anno venivano spediti in media circa 25 milioni di pacchi, contenendo più di 1 000 tonnellate di caffè e 5 milioni di abiti. Sia il caffè sia i vestiti occidentali erano altamente ricercati e spesso usati dai destinatari per il baratto di altri beni.
Il governo della RDT cercò inizialmente di ostacolare il flusso dei pacchi, richiedendo per esempio una prova di disinfezione dei capi di seconda mano, ma in seguito considerò i pacchi come un ausilio per soddisfare la richiesta nazionale di beni di consumo. I Westpakete soddisfecero circa il 20% della domanda di caffè dei tedeschi orientali.
Durante la crisi del caffè della RDT nel 1977, il Politbüro e il Partito Socialista Unificato di Germania inclusero le spedizioni del caffè dalla RFT nei loro piani per andare incontro alla domanda interna, nonostante le importazioni del caffè fossero state ridotte a causa dei prezzi instabili.